# Марко Делвекио
Марко Делвекио (на италиански Marco Delvecchio) е италиански футболист обличал екипите на редица италиански клубове, както и на Националния отбор на Италия. Делвекио се подвизава в шестодивизионния аматьорски клуб „Пескатори Остия“.

## Състезателна кариера
Преди да облече екипа на Рома през 1995 г., Делвекио играе още за Интер (1992 и 1994-95), Венеция (1992-93), и Удинезе (1993-94). Най-големи успехи в своята кариера постига в Рим, където с „вълците“ печели Скудетото и Суперкупата на Италия през 2001 година. През 2004-05 играе един сезон за Бреша, а след това преминава в Парма. Не успява да се наложи в първия състав и през 2006 г. е освободен. Същата година преминава в Асколи като свободен агент.
Поради контузия в коляното, взима участие в едва десет срещи, в които отбелязва за клуба два гола. В последния кръг Асколи губи от Торино с 1:0 и изпада в Серия Б. На 10 май 2007 Делвекио и Асколи прекратяват договора си по „взаимно съгласие“.
През август 2008 футболиста приема офертата на аматьорския „Пескатори Остия“.

## Национален отбор
Със „Скуадра адзура“ Марко Делвекио е два пъти европейски шампион за младежи до 21 години. През 1994 година на шампионата във Франция Делвекио и компания отстраняват на полуфинала домакините с 5:3 след изпълнение на дузпи. На финала след златен гол побеждават водената от Луиш Фиго Португалия с 1:0. Две години по-късно на шампионата в Испания Делвекио и „Скуадра“ играят финал срещу домакините. В редовното време срещата завършва 1:1 а след изпълнение на дузпи италианците триумфират с европейската титла.
С мъжкия Национален отбор записва участие на олимпийските игри в Атланта 1996, на Евро 2000 в Белгия и Холандия, както и на Световно първенство през 2002 в Южна Корея и Япония. На Евро 2000 Италия играе финал срещу Франция, като в 55 минута повежда с 1:0 след точно попадение на Марко Делвекио. С гол на Силвен Вилтор в 90-ата минута Франция изравнява, а в продълженията Давид Трезеге донася титлата за „петлите“. След края на шампионата на 12 юли 2000 е награден с Орден за заслуги към Италианската Република

## Успехи
Рома
- Серия А 2000/01
- Суперкупа на Италия – 2001

 Италия U21
- 2 пъти Европейски шампион – Франция 1994 и Испания 1996

 Италия
- Евро 2000 – Вицешампион
- Носител на Орден за заслуги към Италианската Република – 2000